# Diaclasa

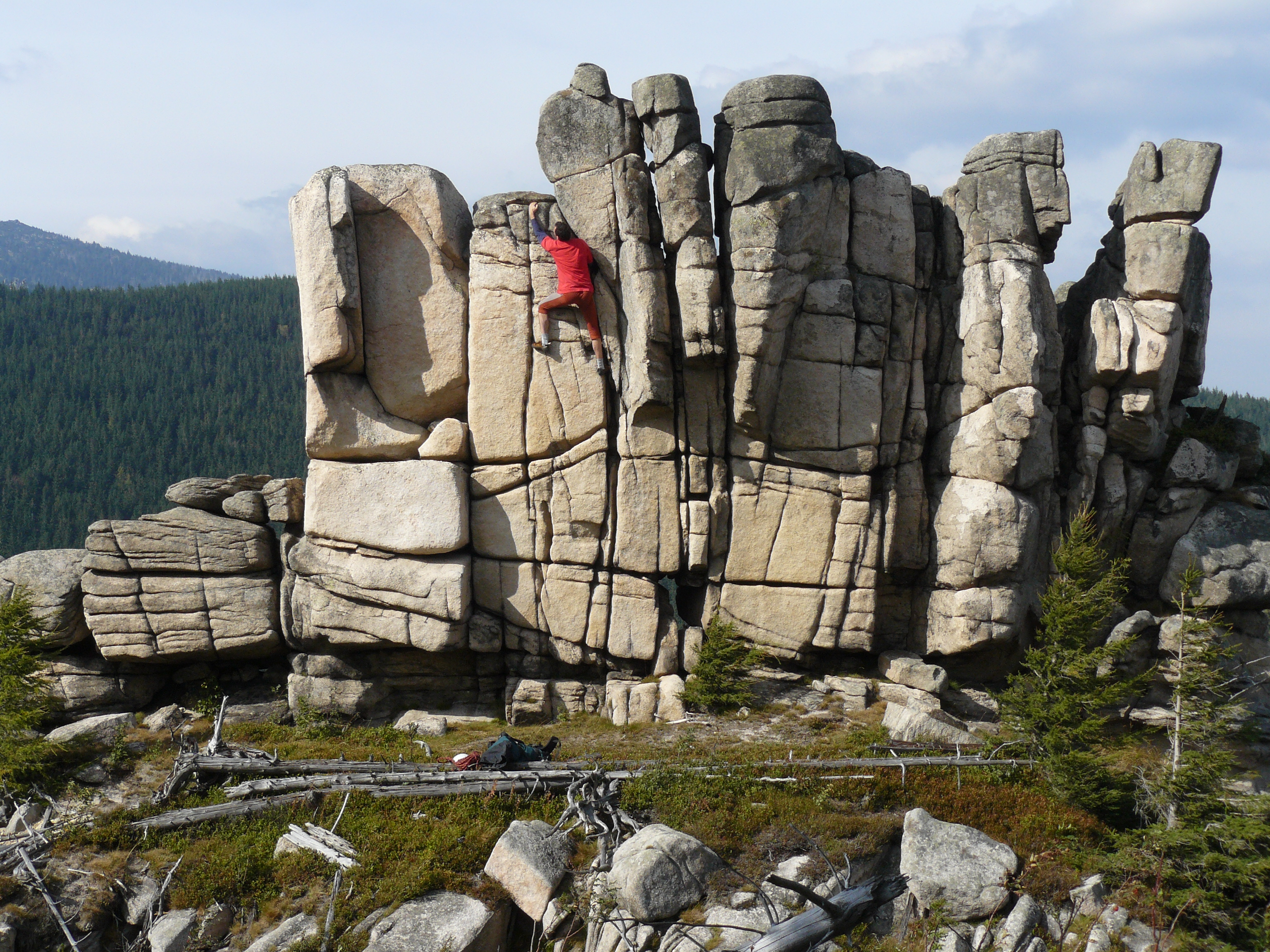
Afloramiento granítico con diaclasas (Ptasie Skały, en las Montañas de los Gigantes, Polonia).

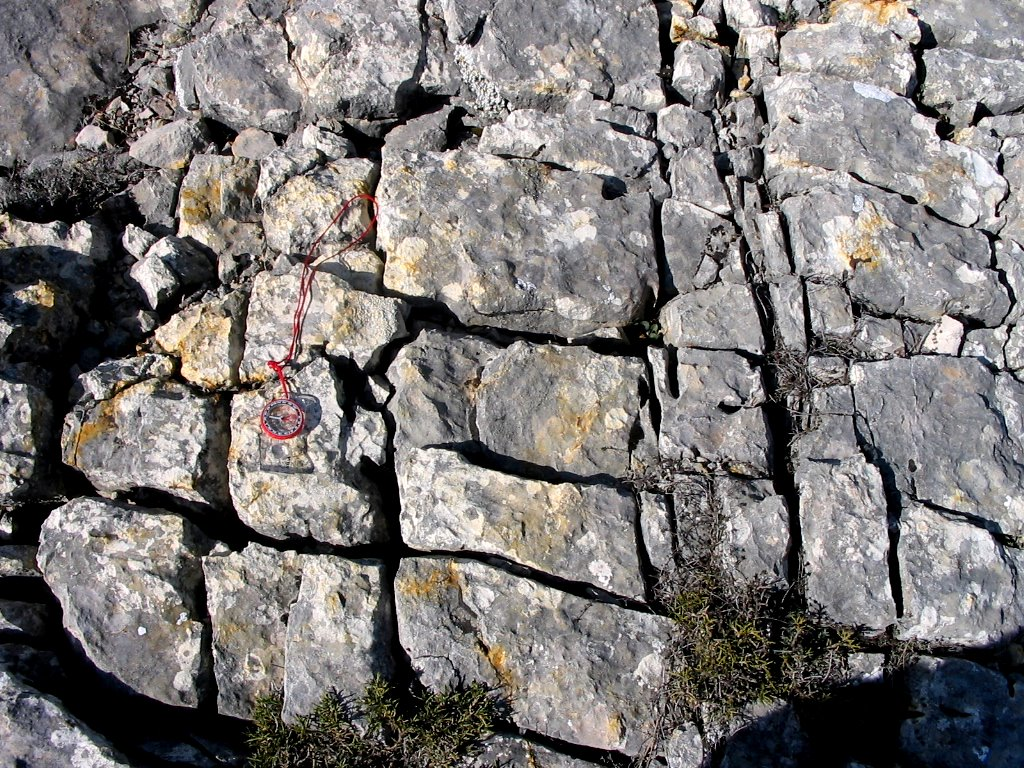
Sistema de dos familias de diaclasas conjugadas. Cretácico de Cuenca, España (Fm. Dolomías tableadas de Villa de Vés). Foto perpendicular al plano de estratificación.

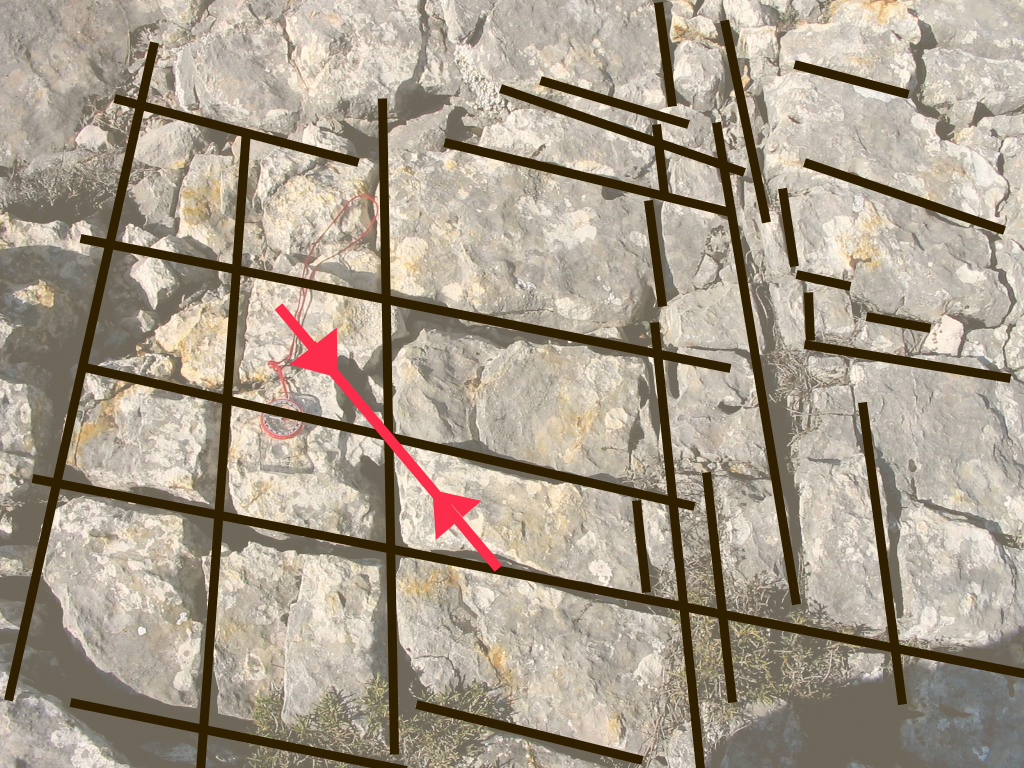
Esquema remarcando las dos familias de diaclasas. La línea roja indicaría la dirección de la compresión (bisectriz del ángulo agudo).

Una diaclasa (del griego «διά» dia, a través de, y klasis, rotura[cita requerida]) es una rotura (fractura) de origen natural en una roca que tiene movimiento muy reducido entre ambos lados de la fractura. Las diaclasas no suelen tener rellenos minerales. La mayoría de las diaclasas reflejan un pequeño movimiento de extensión.
Las fallas se diferencian de las diaclasas en que las primeras exhiben un movimiento visible o medible entre ambos lados de la fractura.
Las diaclasas suele llevar relación con la geometría las masas rocosas donde ocurren así como también con la historia de tensión tectónica de estas. En algunos casos se ha notado que las diaclasas guardan relación con plegamientos habiendo diaclasas tanto paralelas como oblicuas al plano axial. Una tendencia común entre diaclasas paralelas es que mientras más largas sean las diaclasas mayor es la distancia de unas con otras.
Las diaclasas de exfoliación son formadas por despresurización de la roca al estar cerca de una superficie libre. Estas diaclasas tienden a ser paralelas a dicha superficie. En rocas sedimentarias tienden a ser paralelas a la estratificación. La diaclasas de exfoliación se pueden formar en rocas en profundidad cuando pierden su sobrecarga durante la exhumación de la roca. Estas diaclasas tiene un desarrollo notorio en rocas ígneas masivas, por ejemplo en inselbergs.
Algunas diaclasas se forman por enfriamiento de la roca, por ejemplo aquellas conocidas como disyunción columnar.

## Características de una diaclasa
La orientación de una diaclasa, como la de otras estructuras geológicas, se describe mediante dos parámetros: 
- Dirección: ángulo que forma una línea horizontal contenida en el plano de la diaclasa con el eje norte-sur.
- Buzamiento: ángulo formado por la diaclasa y un plano horizontal imaginario.

Las diaclasas son comúnmente representadas geométricamente como planos.

## Asociaciones de diaclasas
Las diaclasas no suelen aparecer aisladas, sino asociadas a fallas y a pliegues. Cuando, como suele ocurrir, existen dos o más conjuntos de diaclasas, se habla de un sistema de diaclasas o "joint system". Los más sencillos son:[cita requerida]
- Sistema de diaclasas paralelas: todas las diaclasas tienen igual dirección y buzamiento.
- Sistema de diaclasas que se cortan: las diaclasas tienen distintas direcciones y buzamientos y, por lo tanto, se cortan en determinados puntos. El caso más común suele ser el de familias de diaclasas conjugadas, con dos o tres direcciones predominantes de diaclasas producidas por el mismo fenómeno tectónico (distensión o compresión).

Para poder discriminar entre diaclasas de compresión y de distensión hay que estudiar los ejes principales de la deformación local o regional, pues las diaclasas en sí mismas no aportan información suficiente (estrías o desplazamiento). En el caso de diaclasas de extensión la dirección de la familia más notoria suele ser perpendicular a la dirección de la extensión y en las de compresión la dirección de la bisectriz del ángulo agudo de la intersección de diaclasas.
Aunque las diaclasas pueden ocurrir individualmente, lo más frecuente es que aparezcan como conjuntos y sistemas de diaclasas. Un conjunto de diaclasas es una familia de diaclasas paralelas y espaciadas uniformemente que se pueden identificar mediante mapeo y análisis de sus orientaciones, espaciamientos y propiedades físicas. Un sistema de diaclasas consta de dos o más conjuntos de diaclasas que se cruzan. Se asume que las diaclasas de un conjuntos comparten un mismo origen.
La sobreposición de dos o más conjuntos de diaclasas suele darle a las rocas un aspecto "en bloques" o fragmentado.

## Mecanismos

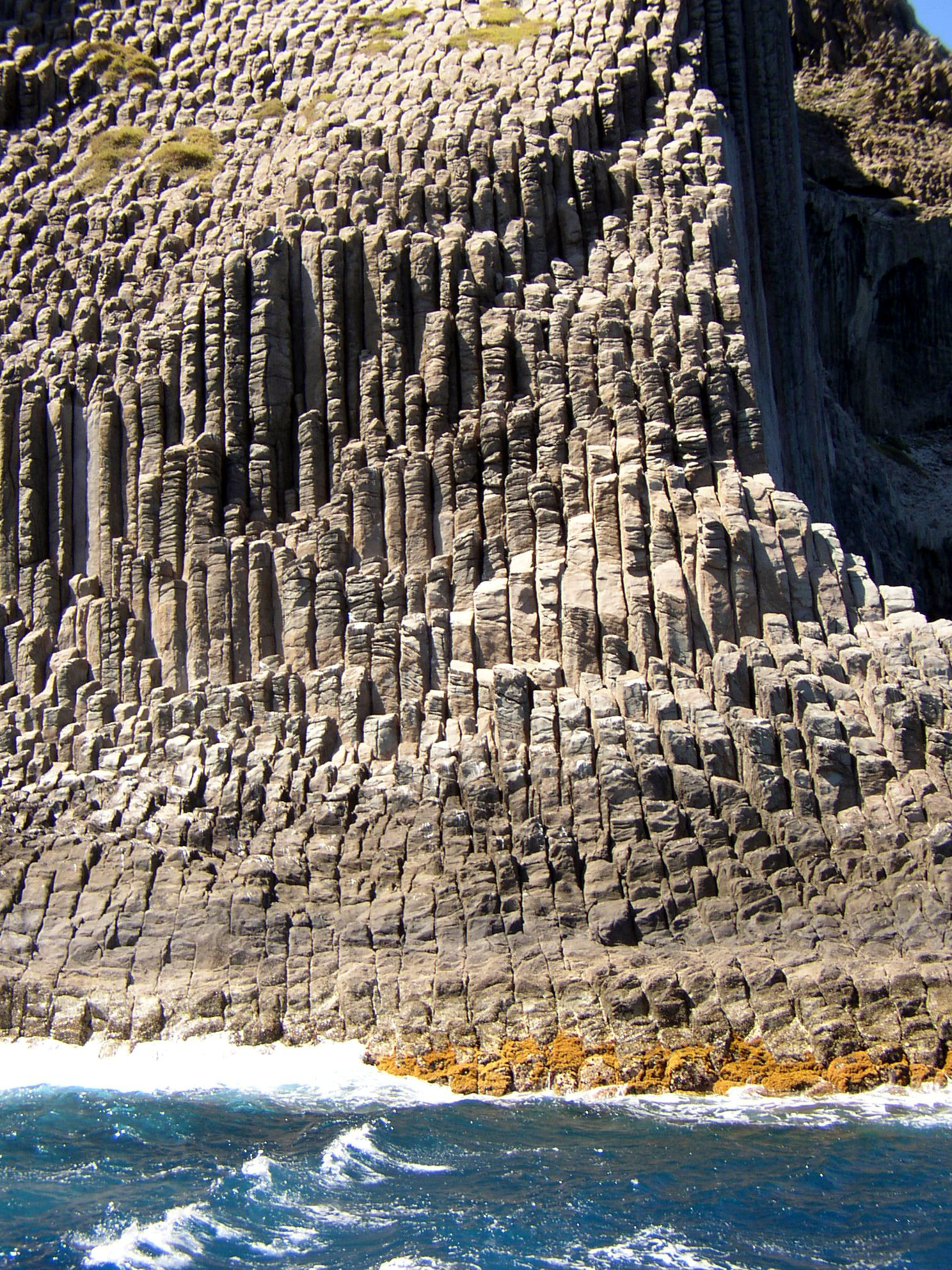
Los Órganos en la isla La Gomera son el resultado de disyunción columnar en basalto, un tipo de diaclasa producida por enfriamiento.

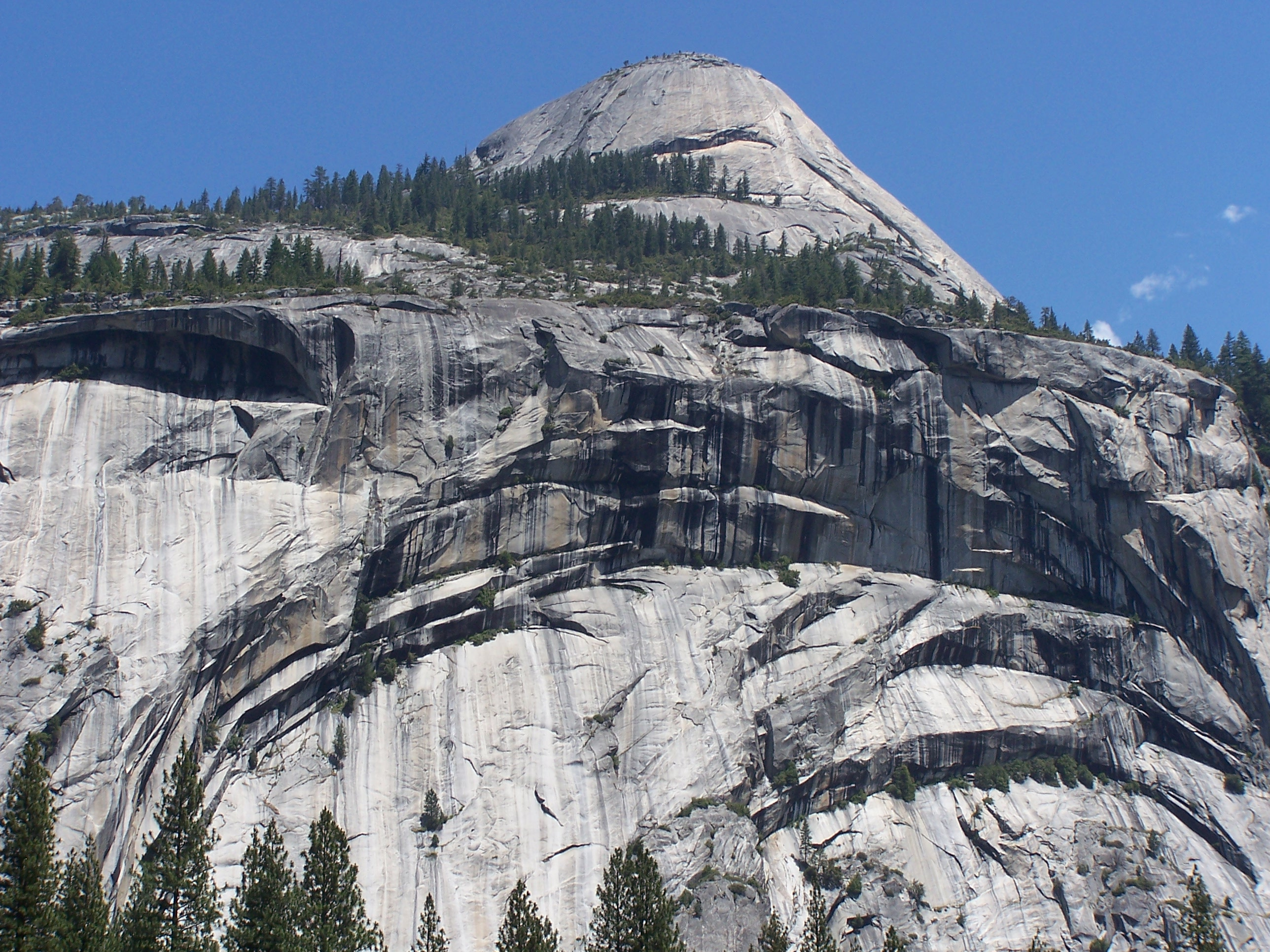
Diaclasado curvo por descompresión en un plutón granítico exhumado.

La formación de las diaclasas obedece a muy diversas causas, incluyendo fuerzas dirigidas como las que provocan el fallamiento o plegamiento del terreno.
Una de las causas más frecuentes de diaclasamiento es la disminución del volumen del material (aumento de la densidad), que a su vez se puede producir por distintos motivos:
- Deshidratación, como ocurre en sedimentos que quedan al aire después de haber estado sumergidos.
- Enfriamiento, como en el caso de las columnatas basálticas. Se forman por coladas basálticas, las cuales, una vez solidificada la lava, por el posterior enfriamiento, se dividen en columnas prismáticas (disyunción columnar). La Calzada de los Gigantes de Irlanda, o Los Órganos de La Gomera son alguno de los muchos ejemplos conocidos de este caso.
- Recristalización. El paso del tiempo favorece, en los materiales geológicos, un reordenamiento de las moléculas que en conjunto amplía la extensión de las redes cristalinas, aumentando la densidad del material, lo que se compensa, como en los casos anteriores, con la formación de grietas.
- Descompresión. Es otra causa importante de diaclasamiento, como la que afecta a un plutón granítico que la erosión va dejando al descubierto. Es así como se originan las formaciones que en el Centro de España se llaman berruecos o berrocales.

## Diaclasas en detalle
Aunque se representan generalmente como planos todas las diaclasas tienen cierto espesor, lo que les da volumen, a la escala a lo este espesor y volumen es evidente es variable. Las diaclasas que son tan finas que sólo son visibles en lámina delgada se conocen como microdiaclasas.
Las diaclasas pueden contener relleno mineral. Las diaclasas con relleno y bien consolidadas son llamadas diaclasas cementadas y son comunes en la naturaleza. Las diaclasas cementadas pueden hacer de filtro de paso bajo atenuando ondas sísmicas.
Otras contienen trazas de relleno mineral pues tuvieron relleno en el pasado y después lo perdieron.
Algunas diaclasas presentan superficies con un relieve reminiscente a una pluma, a estas se les llama estructuras plumosas.